# Charlie Ashcroft
Charlie Ashcroft (Chorley, 3 de julho de 1926 - 13 de março de 2010) foi um futebolista inglês que atuava como goleiro. Seu primeiro clube foi o Eccleston Juniors, que ele deixou em maio de 1946 para ir para o Liverpool.